# Danny Gonzalez
Daniel James Gonzalez (Chicago, 12 de junho de 1994) é um youtuber, músico e ex-viner norte-americano.

## Carreira
Gonzalez começou sua carreira no Vine, criando esquetes de seis segundos de duração. Ele mais tarde participou de Camp Unplug, uma minissérie do Vine de 2016, onde conheceu Drew Gooden. Gonzalez acumulou cerca de 2,9 milhões de seguidores no serviço antes de ele ser descontinuado em 2017. Em 2014, Danny começou a publicar vídeos no YouTube.
Em 2019, ele e Drew Gooden encabeçaram a turnê de comédia "We are Two Different People", com Kurtis Conner como ato de abertura. A turnê recebeu este nome, que significa literalmente "Somos Duas Pessoas Diferentes", graças às similaridades entre Gooden e Gonzalez, ambos descrevendo a si mesmos como "caras brancos magros na internet".

### Conteúdo noYouTube
Os vídeos de Gonzalez são frequentemente críticas a diferentes aspectos da cultura da internet, ao YouTube, a filmes B e críticas culturais em geral; seus vídeos sobre o canal de faça-você-mesmo Troom Troom popularizaram seu canal em 2018. Ele é conhecido por críticas a Jake Paul e Logan Paul e por comentários sobre estrelas do serviço Musical.ly (mais tarde renomeado TikTok). Além de vídeos críticos, Gonzalez é conhecido por paródias musicais. Gonzalez chama sua base de fãs de "Greg".
Ele é associado aos também comediantes do YouTube Drew Gooden, Kurtis Conner e Cody Ko.

## Vida pessoal
Gonzalez estudou e foi parte da equipe de oratória da escola secundária Wheaton North High School. Ele se graduou com um diploma em ciências da computação no Instituto de Tecnologia da Geórgia. Danny vive em Chicago, Illinois.

## Prêmios
| Ano  | Prêmio         | Categoria             | Resultado | Ref.   |
| ---- | -------------- | --------------------- | --------- | ------ |
| 2018 | Shorty Awards  | Comediante do YouTube | Indicado  | [ 19 ] |
| 2019 | Streamy Awards | Criador Revelação     | Indicado  | [ 20 ] |
| 2020 | Streamy Awards | Comentário            | Indicado  | [ 21 ] |